# Frigil carboner
El frigil carboner (Porphyrospiza carbonaria) és un ocell de la família dels tràupid (Thraupidae).

## Hàbitat i distribució
Habita zones arbustives i pastures, a les pampes de l'Argentina central.